# Rakastava
Rakastava (L'amant), op. 14, és una suite orquestral de Jean Sibelius. El va completar el 1912, per a orquestra de corda, percussió i triangle. El va basar en la seva composició anterior del mateix títol, un cicle de cançons de quatre moviments per a cor d'homes a cappella completat el 1894. Les obres es basen en un text finès del llibre 1 del Kanteletar.

## Història
El 1894, Sibelius va completar Rakastava, un cicle de quatre cançons a cappella per a cor d'homes sobre un text finès del llibre 1 de la col·lecció de poemes populars finlandesos, el Kanteletar. El va establir per primera vegada l'any 1894, com a inscripció per a una competició local. Va guanyar el segon premi, mentre que el primer va ser per al seu antic professor. Sibelius va escriure el cicle per a cor d'homes i orquestra de corda el 1894, i per a cor mixt el 1898.
Sibelius va utilitzar el cicle com a base per a la suite orquestral Rakastava per a orquestra de corda, percussió i triangle, a la qual va assignar l'⁣opus número 14. El va completar el 1912, quan també va escriure la Quarta Simfonia. Sibelius dirigia sovint la suite juntament amb les seves simfonies perquè la peça "captivava el públic".

## Música

### Estructura del cicle de la cançó
1. Miss' on kussa minun hyväni
2. Eilaa, eilaa
3. Hyvää iltaa lintuseni
4. Käsi kaulaan, lintuseni[1]

### Estructura de la suite
1. Rakastava, Andante con moto (4/4, re menor)
2. Rakastetun tie (El camí de l'amor), Allegretto (3/4, si♭ major)
3. Hyvää iltaa ... Jää hyvästi (Bona tarda, adéu), Andantino (2/4, fa major & re menor)[5]

En el primer moviment, les cordes emeten un so lleuger i encisador. La secció coral del segon moviment s'ha transformat en "murmuris entre les cordes i progressions melòdiques meravellosament flexibles". El tercer moviment és profundament emotiu en el seu plantejament.

## Enregistraments
L'obra orquestral va ser gravada juntament amb altres músiques de Sibelius, com Snöfrid, la Cantata per a la coronació de Nicolau II, Oma maa (El meu país) i Andante Festivo. Al volum 54 d'una edició completa de Sibelius de BIS, Osmo Vänskä dirigeix l'⁣Orquestra Simfònica de Lahti. Una ressenya assenyala les obres «polyphonie etèrique» i la compara amb la malenconia de la Sisena Simfonia. L'obra també va ser gravada per Neville Marriner i l'Acadèmia de St Martin in the Fields.